# 朝霞市立朝霞第三中学校

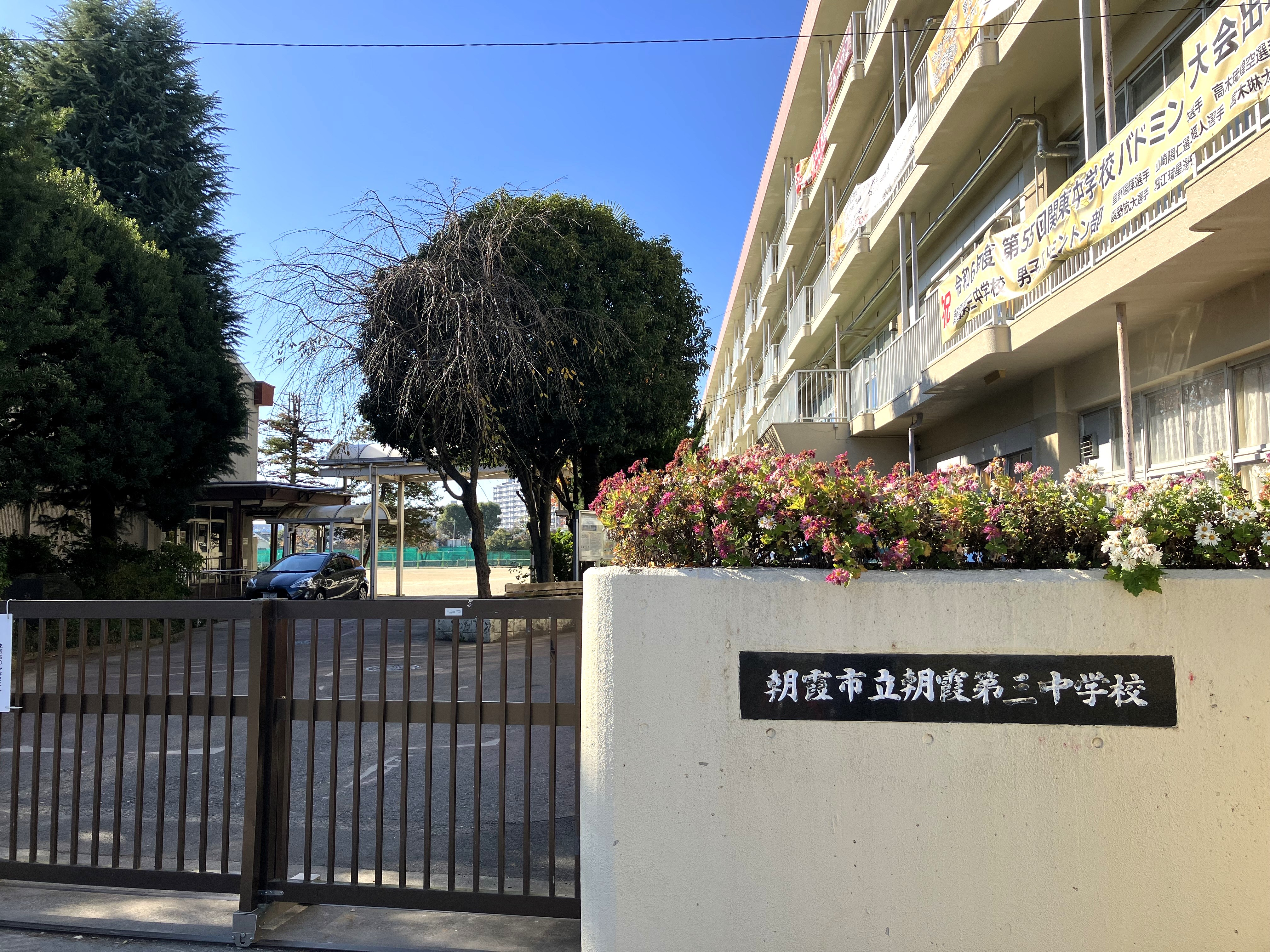
校門

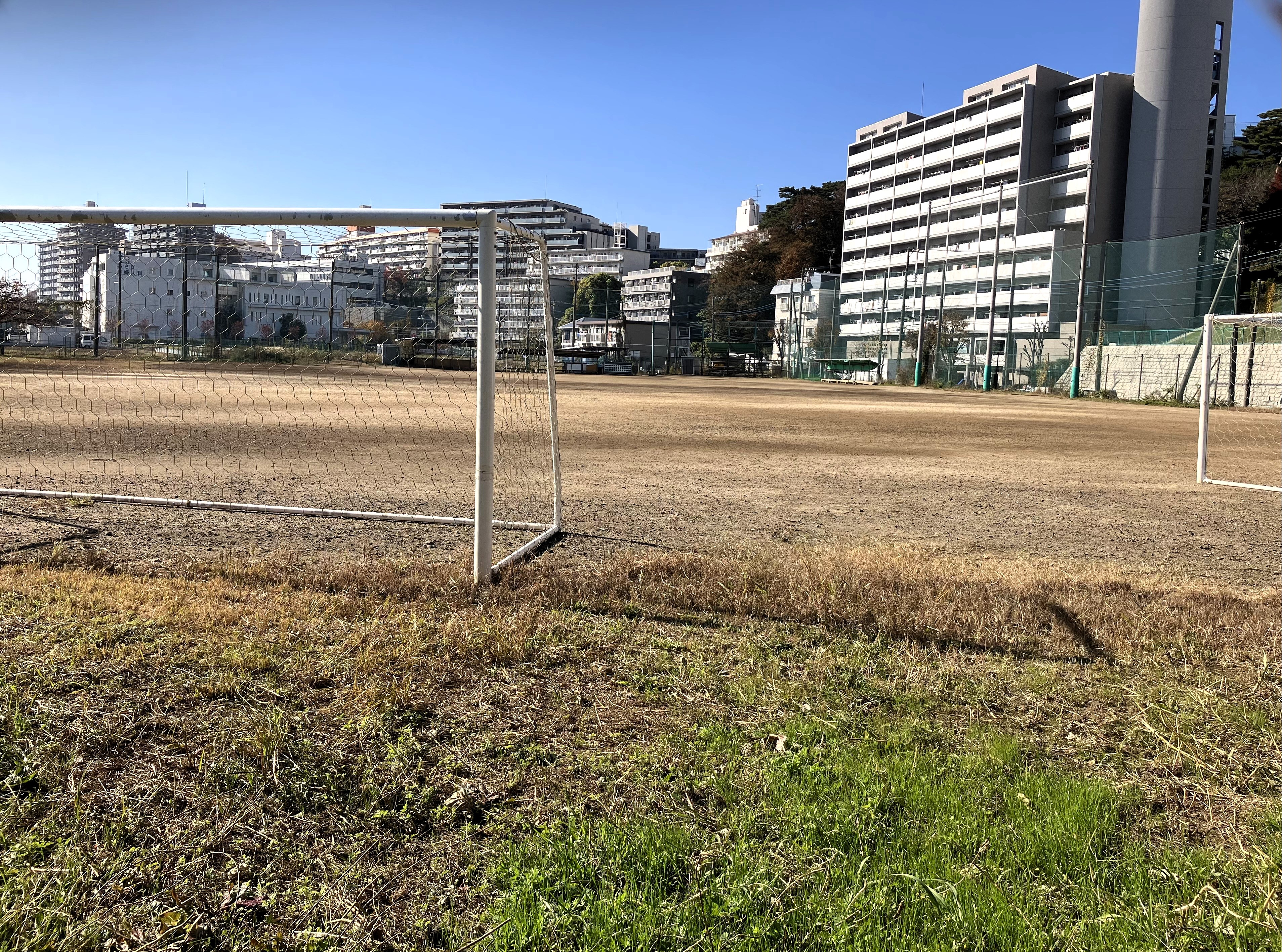
第2グラウンド

朝霞市立朝霞第三中学校（あさかしりつ あさかだいさんちゅうがっこう）は、埼玉県朝霞市溝沼にある公立中学校。通称は「朝三中」。全校生徒は726名（2024年時）。

## 概要
校章の蜂は、校歌で歌われているように蜜蜂であると思われているが、実際にはスズメバチである。学校独自の体操（通称、自校体操）があり、体育の準備体操や体育祭に取り入れていたが、2006年より廃止された。
制服はブレザーであるが、ネクタイは定められていない。校歌の作曲は作曲家の山本直純。
校舎裏手にある黒目川を挟む形で市内で唯一、校庭を2か所（第2グラウンド、通称2グラ）所有する。
また、第一理科室から第三理科室までを所有しており、全国的に見ても珍しい。
また、朝霞第三中学校には女子100mで日本中学生記録を樹立した土井杏南を育てたことで有名な田嶋光雄が陸上部顧問を勤めている(2025年現在)。
第３７回全日本中学校陸上競技選手権大会（全中）女子1500mで優勝し、中学2年歴代5位を持つ中川文華の母校である。

## 沿革

### 年表
- 1973年 - 朝霞市立朝霞第三中学校（朝霞市立朝霞第一中学校校舎の一部を使用して）創立。現在地に独立校舎に移転・落成。
- 1974年 - 開校・校舎落成記念式典開催、1月22日を開校記念日とすることを決める。プール竣工。
- 1976年 - 体育館竣工
- 1990年 - 大規模改修、コンピュータ42台設置
- 1991年 - 蜂武館（剣道場・柔道場）落成
- 1995年 - 第一運動場改修工事完了
- 1996年 - さわやか相談員・相談室設置
- 1999年 - テレビ共聴設備設置
- 2009年 - パソコンを最新型に変更・校舎裏に倉庫建設
- 2010年 - 校内トイレの改装
- 2022年 - 体育館内にエアコン設置

## 学区
朝霞一小学区の一部、朝霞五小学区、朝霞六小学区の一部、朝霞十小学区で、五小や十小の生徒が大半を占める。

## 著名な卒業生
- 金子正男（メディアプロデューサー）[1] - 1991年卒
- 高橋峻希（プロサッカー選手）[2] - 2006年卒
- 夏葉ことり（宝塚歌劇団101期生）[2] - 2013年卒